# Municipio de Adams (Dakota del Norte)
El municipio de Adams (en inglés: Adams Township) es un municipio ubicado en el condado de Walsh en el estado estadounidense de Dakota del Norte. En el año 2010 tenía una población de 46 habitantes y una densidad poblacional de 0,51 personas por km².

## Geografía
El municipio de Adams se encuentra ubicado en las coordenadas 48°24′34″N 98°7′41″O / 48.40944, -98.12806. Según la Oficina del Censo de los Estados Unidos, el municipio tiene una superficie total de 90.69 km², de la cual 88,93 km² corresponden a tierra firme y (1,94 %) 1,76 km² es agua.

## Demografía
Según el censo de 2010, había 46 personas residiendo en el municipio de Adams. La densidad de población era de 0,51 hab./km². De los 46 habitantes, el municipio de Adams estaba compuesto por el 100 % blancos. Del total de la población el 0 % eran hispanos o latinos de cualquier raza.